# Storczyk samczy

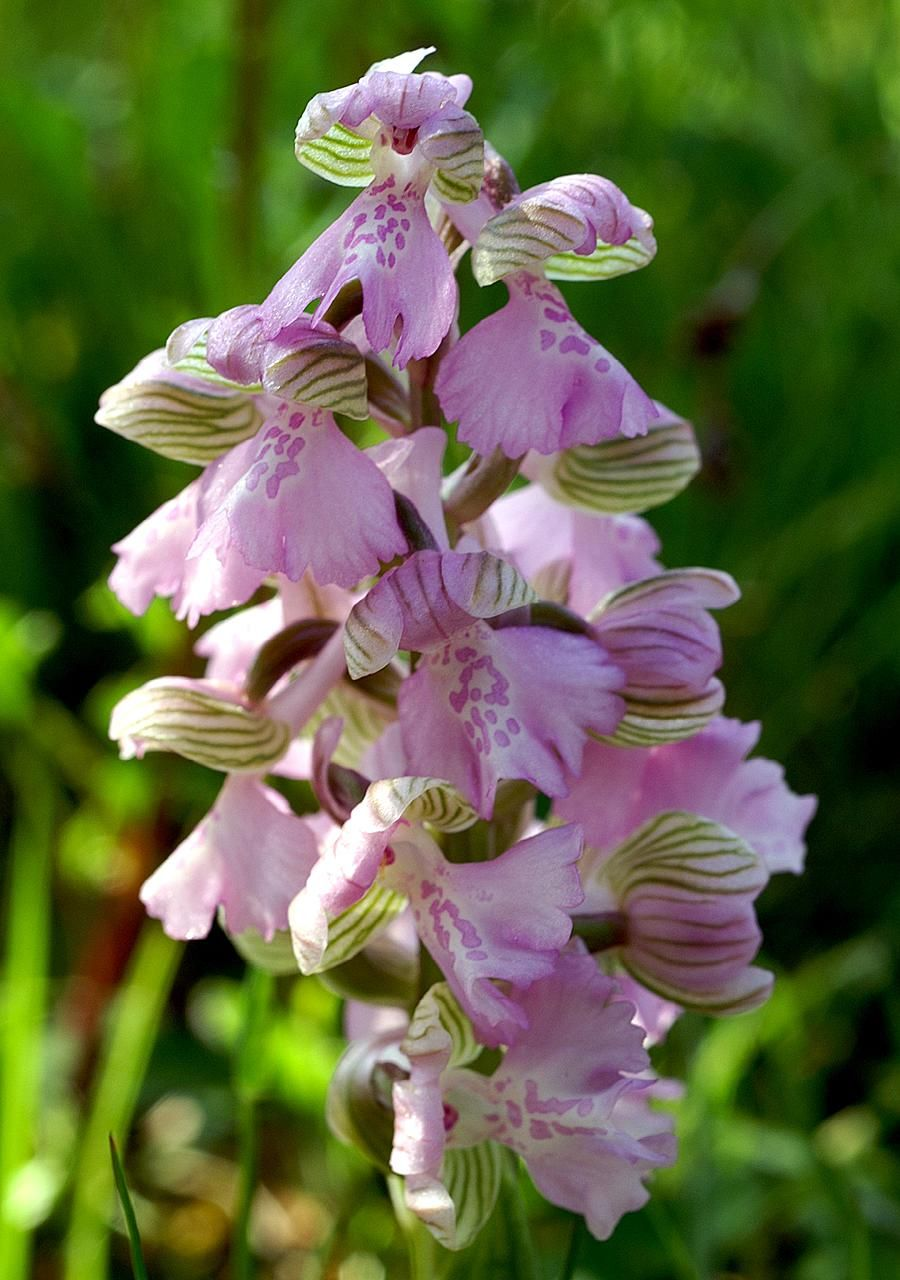
Kwiatostan

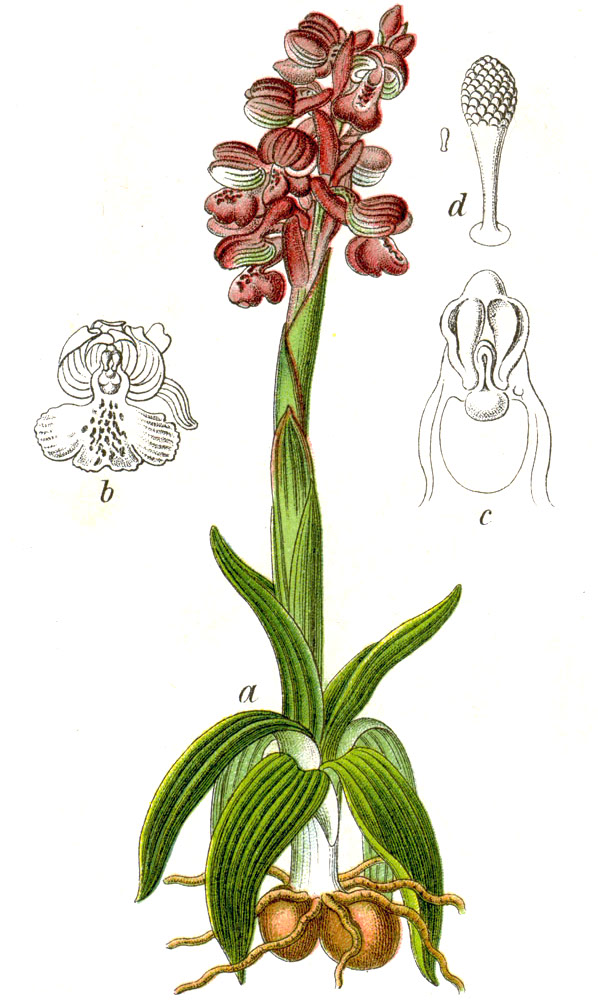
Morfologia

Storczyk samczy, s. samiczy (Anacamptis morio (L.) R.M.Bateman, Pridgeon & M.W.Chase) – gatunek rośliny należący do rodziny storczykowatych (Orchidaceae).

## Nazewnictwo
- Po odkryciu polifiletycznego charakteru rodzaju Orchis gatunek ten włączony został do rodzaju koślaczek (Anacamptis) i obecna nazwa gatunku to Anacamptis morio (L.) R.M.Bateman, Pridgeon & M.W.Chase (Lindleyana 12: 120 (1997)[5]. Tu opisany jest pod nazwą tradycyjną ze względu na utrzymanie jej stosowania w polskojęzycznych źródłach nomenklatorycznych[4].
- Synonimy[3]:
  - Herorchis morio (L.) D. Tyteca & E. Klein
  - Orchis morio L.
- Dawne nazwy według botaników: storczyk samiczowy (Krzysztof Kluk w "Dykcyonarzu Roślinnym"), storczyk wąskoliści (Józef Jundziłł), storczyk szczupłoliściowy (Jakób Waga, we "Florze Polski Jawnokwiatowych rodzajów").

## Rozmieszczenie geograficzne
Zwarty zasięg występowania obejmuje Europę i ciągnie się od południowej części Wysp Brytyjskich, północnej Hiszpanii, południowych wybrzeży Skandynawii i Estonii po europejską część Rosji, a na południu po wybrzeża Morza Śródziemnego. Zasięg występowania obejmuje ponadto Algierię i Maroko w Afryce Północnej oraz w Kaukaz i część Azji Zachodniej (Cypr, Liban, Iran, Syria, Turcja).
W Polsce występował na około 300 stanowiskach (z tego w Karpatach ok. 70), jednakże ostatnie badania terenowe (do 2008 roku) potwierdziły jego występowanie tylko na około 60 stanowiskach (z tego w Karpatach na kilkunastu). Najwyżej położone stanowisko znajduje się na wysokości 1100 m n.p.m. na Hali Śmietanowej w Beskidzie Żywieckim (Pasmo Policy).

## Morfologia

Kwiat

ŁodygaProsta smukła, zielona ale czerwono nabiegła, o wysokości do 35cm, zakończona luźnym kwiatostanem. Wyrasta z jajowatej, niepodzielonej bulwy.
LiściePosiada 9–12 liści, w tym 5–8 tworzących różyczkę wokół podstawy łodygi. Liście te są szerokolancetowate, bezplamiste, najszersze poza połową. Liście łodygowe w liczbie 3–6 pochwiasto obejmują łodygę. Przysadki mają długość 12–24 mm, szerokość 3–6 mm, są błoniaste i tej samej długości co zalążnia.
KwiatyStosunkowo duże. Kwiatostan w postaci luźnego kłosa o wysokości do 10 cm. Wszystkie listki okwiatu, z wyjątkiem warżki, są hełmiasto sklepione. Mają skośnie jajowaty kształt, barwę różową lub liliowofioletową i ciemniejsze nerwy. 3-łatkowa warżka jest w zarysie okrągła, ma długość 6,5–11 mm, szerokość 11–17 mm. Jej środkowa łatka ma na szczycie szerokość 4–9 mm, szczyt płytko podzielony i jest nieco dłuższa, niż ząbkowane łatki boczne. Jest najczęściej różowo-fioletowa i posiada duże fioletowe plamy. Mocna ostroga jest tej samej barwy co warżka, ma długość 7–10 mm, szerokość 2–3,5 mm, tępy koniec z niewielkim wgłębieniem i jest wygięta do góry. Pollinaria posiadają trzoneczki i oddzielne uczepki, ale wspólną tarczkę nasadową. Pyłkowiny brązowoczerwone.
OwoceRozdęta torebka o długości od 1 do 1,5 cm.

## Biologia i ekologia
Bylina, geofit. Kwitnie od kwietnia do czerwca. Kwiaty zwabiają owady imitując swoją budową kwiaty roślin nektarodajnych, jednak roślina nie wytwarza nektaru. Kwiaty zapylane są przez owady, głównie przez trzmiele. Zawiązuje owoce w średnim stopniu. Może występować również samozapylenie. Rośnie w suchych zaroślach, naturalnych łąkach i w świetlistych lasach (głównie w grądach), na miejscach otwartych lub częściowo zacienionych, często na zboczach. Liczba chromosomów 2n=36. Najwyżej w Polsce położone stanowisko znajduje się na Hali Śmietanowej w Paśmie Policy (1100 m n.p.m.). W Szwajcarii dochodzi do wysokości 1950 m.
Tworzy mieszańce ze storczykiem błotnym, cuchnącym, męskim i kukułką szerokolistną. Zróżnicowany na sześć podgatunków:
- Anacamptis morio subsp. caucasica (K.Koch) H.Kretzschmar, Eccarius & H.Dietr.
- Anacamptis morio subsp. champagneuxii (Barnéoud) H.Kretzschmar, Eccarius & H.Dietr.
- Anacamptis morio subsp. longicornu (Poir.) H.Kretzschmar, Eccarius & H.Dietr.
- Anacamptis morio subsp. morio
- Anacamptis morio subsp. picta (Loisel.) Jacquet & Scappat.
- Anacamptis morio subsp. syriaca (E.G.Camus) H.Kretzschmar, Eccarius & H.Dietr.

## Zagrożenia i ochrona
W Polsce gatunek podlega ścisłej ochronie gatunkowej. Kategorie zagrożenia gatunku:
- Kategoria zagrożenia w Polsce według Czerwonej listy roślin i grzybów Polski (2006)[13]: V (narażony na wyginięcie); 2016: CR (krytycznie zagrożony)[14].
- Kategoria zagrożenia w Polsce według Polskiej Czerwonej Księgi Roślin[15]: EN (zagrożony).

Istnieje szereg przyczyn, które spowodowały tak znaczne zmniejszenie się liczby stanowisk tego gatunku w Polsce. Są to: zmiana stosunków wodnych na jego stanowiskach, zaorywanie łąk i pastwisk, wysiewanie nasion traw, nawożenie, zbyt intensywny wypas, zalesianie oraz zabudowa stanowisk. W wyższych partiach górskich przyczyną jest zaniechanie wypasu i sporadycznego nawet koszenia, co powoduje zarastanie jego stanowisk.